# Бабин Олександр Іванович
Олекса́ндр Іва́нович Бабин (Бабін) (3 липня 1894, Базилівка Конотопський повіт Чернігівська губернія, колишня Гетьманщина— 28 листопада 1968, м. Філадельфія, Пенсільванія, США)— український військовий діяч, повстанець, комендант міст Збараж (листопад 1917— січень 1918) і Ромни (січень 1919). Сотник військ Центральної Ради та Армії УНР.
Відповідно до українського законодавства є борцем за незалежність України у XX столітті.

## Життєпис
Олександр Бабин народився в сім'ї Івана Івановича і Федосії Микитівни (до шлюбу Бохан). Закінчив дворічні педагогічні курси при Глухівській міській школі (травень 1911) після закінчення якої навчався в Глухівському учительському інституті (серпень 1911— травень 1914) та 3-й Київській школі прапорщиків (червень 1915). У серпні 1914 вступив вільним слухачем до Київського політехнічного інституту на агрономічний відділ.
У «Curriculum vitae» писав:
| «В грудні 1914 року по призиву вступив до російської армії в 4-й гарматний запасний дивізіон в м. Київі (як вільноопреділяющийся). В травня 1915 року відкомандирований до 3-ї київської школи старшин, котру скінчив в серпні 1915 року. В жовтні 1915 року відправлений на фронт до 16-го Ладожського полку, де і перебував до жовтня 1917 року, маючи за службові та бойові відміни ранг штабс-капітана. В кінці жовтня 1917 року під час виділення українських військових частин на фронтах, вступив до 22-го Івана Гонти полку 5-ї Січової Запор. Дивізії. Командир дивізії Олександр Поджіо в жовтні 1917 р. призначив його начальником дивізійної команди з вишколу українських підстаршин. У листопаді 1917-го призначений комендантом м. Збаража — виконував цей обов’язок до лютого 1918 року. За наказом Центральної Ради в лютому 1918 року переведений зі своєю командою до м. Бердичева, де перебував до наступу большевиків. Разом з німцями, які прийшли в Україну згідно з Берестейськими угодами, “відбув всі бойові події проти большевиків”. У березні 1918-го звільнений у відпуску через контузію. У вересні 1918 р. мобілізований до 33-го Охтирського полку, де і служив до повстання проти гетьмана. “Вступив цього ж місяця до 33-го республіканського полку. В січні 1919 року призначений комендантом м. Ромен на Полтавщині. Після оточення Ромен большевиками, а потім і окупації московськими військами і всієї України перебував з 24 січня 1919 року до серпня 1919 року в ріжних повстанчеських відділах проти московських окупаційних військ. При навалі військ Денікіна відступив у Польщу до Української армії, в котрій і перебував до цього часу. Перебуваю в таборі Щолково при штабі Кордонної бригади. Полк чорних запорожців.» |
Навчався в Українській господарській академії в Подєбрадах. Дипломну роботу виконав «дуже добре та оборонив її з успіхом добрим». Диплом інженера-лісівника здобув 4 червня 1927 року.
Виїхав до США, де й помер 28 листопада 1968 року в м. Філадельфії, штат Пенсільванія.  Адреса кладовища: Oakland Cemetery 4650 Ramona Ave Philadelphia, PA 19124, Сектор - Q, ряд - 82, місце - 2,  Доглядач - Оплачена довічно.

### Родина
Дружина  — Марія (1898 —1972), син  — Роман (1929 — 2006).